# جون أوستين ستيفنز (مصرفي)
جون أوستين ستيفنز (بالإنجليزية: John Austin Stevens)‏ هو مصرفي أمريكي، ولد في 22 يناير 1795 في نيويورك في الولايات المتحدة، وتوفي في 19 أكتوبر 1874.